# Harry Holcombe
Harry Holcombe (11 de noviembre de 1906 - 15 de septiembre de 1987) fue un actor de teatro, cine y televisión de nacionalidad estadounidense. 
Su nombre completo era Harry John Holcombe, y nació en Malta, Ohio. Estuvo casado con Betty Nielsen, y falleció en Valencia, California.

## Filmografía (selección)
- 1943 : The Purple V
- 1953 : The Wonderful John Acton (serie TV)
- 1954 : The Road of Life (serie TV)
- 1956 : Sunday Spectacular: The Bachelor (telefilm)
- 1957 : Search for Tomorrow (serie TV)
- 1961 : Portrait of a Mobster
- 1961 : The Young Savages
- 1961 : By Love Possessed
- 1962 : The Couch
- 1962 : Follow That Dream
- 1962 : Birdman of Alcatraz
- 1962 : The Interns
- 1962 : King Kong vs. Godzilla
- 1962 :  The Manchurian Candidate
- 1963 : Summer Magic
- 1964 : A Tiger Walks
- 1964 : The Unsinkable Molly Brown
- 1964 : Kisses for My President
- 1964 : Cheyenne Autumn
- 1965 : Harlow
- 1965 : The Monkey's Uncle
- 1966 : Los silenciadores
- 1966 : En bandeja de plata
- 1967 : El graduado
- 1968 : Yours, Mine and Ours
- 1969 : Gaily, Gaily
- 1969 : Daddy's Gone A-Hunting
- 1970 : Getting Straight
- 1970 : The Hawaiians
- 1970 : Barefoot in the Park (serie TV)
- 1971 : The Resurrection of Zachary Wheeler
- 1974 : Foxy Brown
- 1975 : The Strongest Man in the World
- 1975 : La montaña embrujada
- 1975 : Psychic Killer
- 1976 : Eleanor and Franklin (telefilm)
- 1976 : The Big Bus
- 1976 : Esta tierra es mi tierra
- 1977 : Fun with Dick and Jane
- 1977 : Billy Jack Goes to Washington
- 1977 : The Other Side of Midnight
- 1977 : Empire of the Ants
- 1978 : Matilda